# HD 943
HD 943，又名CD-26 57，SAO 166131、HR 43，是一颗恒星，视星等为6.31，位于銀經36.52，銀緯-81.54，其B1900.0坐标为赤經0h 8m 40.2s，赤緯-26° -81.54′ 29″。